# Dolní Domaslavice
Dolní Domaslavice település Csehországban, a Frýdek-místeki járásban. Dolní Domaslavice Soběšovice, Těrlicko, Dolní Tošanovice, Třanovice, Horní Domaslavice, Horní Tošanovice és Lučina településekkel határos. Lakosainak száma 1460 fő (2024. január 1.).

## Népesség
A település lakosságának változását az alábbi diagram mutatja:
| Lakosok száma | 1064 | 932  | 1030 | 1056 | 880  | 920  | 1326 | 1378 | 1421 | 1460 |
|               | 1869 | 1890 | 1921 | 1950 | 1980 | 2001 | 2017 | 2019 | 2022 | 2024 |